# 28581 Dyerlytle
28581 Dyerlytle è un asteroide della fascia principale. Scoperto nel 2000, presenta un'orbita caratterizzata da un semiasse maggiore pari a 2,2258190 au e da un'eccentricità di 0,1197229, inclinata di 6,94669° rispetto all'eclittica.